# Robert McTaggart
Robert McTaggart (* 2. November 1945; † 23. März 1989) war ein schottischer Politiker.

## Politischer Werdegang
Seit den Unterhauswahlen 1966 hielt der Labour-Politiker Thomas McMillan das Mandat des Wahlkreises Glasgow Central. McMillan verstarb während der Wahlperiode, weshalb im Wahlkreis Glasgow Central Nachwahlen erforderlich waren, die am 26. Juni 1980 durchgeführt wurden. Als Nachfolger McMillans bewarb sich McTaggart für die Labour Party um das Mandat des Wahlkreises. Zu seinen Hauptkontrahenten zählten der SNP-Kandidat Gil Paterson sowie die Konservative Anna McCurley. In dem seit 1950 zu den Hochburgen der Labour Party zählenden Wahlkreis setzte sich McTaggart deutlich gegen seine Mitbewerber durch und zog erstmals in das britische Unterhaus ein. Bei den folgenden Unterhauswahlen 1983 und 1987 hielt McTaggart das Mandat ungefährdet. Wie auch sein Vorgänger verstarb McTaggart während der Wahlperiode. Als Nachfolger McTaggarts stellte die Labour Party Michael Watson auf. Dieser gewann die Nachwahlen am 15. Juni 1989 ungefährdet gegen seinen Hauptkontrahenten Alex Neil von der SNP.